# Luca Van Assche
Luca Van Assche (Woluwe-Saint-Lambert, 11 maggio 2004) è un tennista francese.
In singolare ha raggiunto i quarti di finale al torneo ATP 500 dell'Hamburg European Open 2023 e ha vinto alcuni titoli nei circuiti minori; il suo miglior ranking ATP è il 63º posto dell'ottobre 2023. Tra gli juniores ha vinto l'Open di Francia 2021 ed è stato il nº 1 nel ranking mondiale di categoria.

## Biografia
Nasce in Belgio da madre italiana e padre belga; ha due sorelle, Sofia ed Elisa, e un fratello, Paolo. A tre anni si trasferisce con la famiglia in Francia, a quattro inizia a giocare a tennis ad Aix en Provence e il suo idolo da bambino era Federer. A 12 anni si trasferisce a Poitiers per seguire un programma di allenamenti e in seguito si sposta a Parigi, dove viene seguito dai tecnici della federazione francese sui campi del Roland Garros. Concilia gli impegni sportivi con gli studi all'Università di Parigi-Dauphine.
Dal febbraio 2024 è allenato da Vincenzo Santopadre.

## Carriera

### Juniores
Fa il suo esordio nell'ITF Junior Circuit nel 2018 e al secondo torneo disputato vince il titolo di doppio in un Grade 5 della Martinica. Ad agosto gioca con la squadra francese alle ITF World Junior Tennis Finals. Il primo titolo in singolare arriva nell'aprile 2019 in un torneo Grade 5 spagnolo, nel quale si impone anche in doppio. Nel dicembre 2020 consegue il primo risultato di valore in un Grade A perdendo la semifinale in singolare al prestigioso Orange Bowl. Nel giugno 2021 trionfa in singolare al Roland Garros sconfiggendo in finale Arthur Fils. Con i buoni risultati conseguiti al successivo Grade 1 di Roehampton sale in vetta al ranking mondiale di categoria. Disputa l'ultimo torneo ad agosto e chiude l'esperienza tra gli juniores con 4 titoli in singolare e 4 in doppio.

### 2020-2021: inizi tra i professionisti
Fa le sue prime apparizioni tra i professionisti in tornei del circuito ITF nel gennaio 2020, a soli 15 anni, senza risultati rilevanti. All'inizio del 2021 non supera le sue prime qualificazioni in un torneo dell'ATP Challenger Tour al Quimper 2 e in un torneo ATP a Montpellier. Esce al primo turno di qualificazione anche al Roland Garros. A settembre vince i primi incontri in tornei Challenger e raggiunge i quarti di finale al Cassis Open. A fine stagione perde la sua prima finale da professionista in un torneo ITF M25 a Tolosa, mentre esce al primo turno di qualificazione al Paris Masters.

### 2022: debutto nel circuito maggiore, primo titolo Challenger e top 150
Inizia il 2022 vincendo i primi titoli in carriera in un torneo ITF M15 francese imponendosi sia in singolare che in doppio. A fine mese fa il suo esordio con una wild card nel circuito maggiore al torneo di doppio di Montpellier assieme al connazionale Sascha Gueymard Wayenburg, al primo turno eliminano i top 100 Denys Molčanov / David Vega Hernandez e vengono sconfitti nei quarti di finale da Pierre-Hugues Herbert / Nicolas Mahut. La coppia francese riceve una wild card anche per il tabellone principale del Roland Garros, e al loro debutto in un torneo del Grande Slam escono di scena al primo turno; Van Assche viene inoltre eliminato al primo turno di qualificazione in singolare.
A ottobre disputa la prima finale Challenger in singolare a Lisbona e viene sconfitto in due set da Marco Cecchinato. A novembre entra nella top 200 del ranking ATP dopo la sconfitta in finale al Brest Challenger contro Grégoire Barrère – dopo aver eliminato il nº 95 ATP Nuno Borges, primo top 100 sconfitto in carriera – e i quarti di finale a Roanne. Perde un'altra finale Challenger a Valencia contro Oleksii Krutykh e la settimana successiva a Maia vince il primo titolo Challenger sconfiggendo in finale Maximilian Neuchrist. Grazie a questa vittoria, il 5 dicembre 2022 sale al 138º posto in classifica, diventando il giocatore più giovane tra i primi 150 e il primo nato nel 2004 a vincere un torneo Challenger.

### 2023: quarti di finale ad Amburgo, debutto nel Grande Slam e top 70
Grazie a una wild card fa il suo debutto nel tabellone principale di uno Slam agli Australian Open 2023 e perde al primo turno contro Cameron Norrie. A marzo vince il prestigioso Challenger 125 di Pau superando i top 100 Arthur Rinderknech e in finale Ugo Humbert, sconfitto per 7-6, 4-6, 7-6 dopo quasi 4 ore di gioco, nella più lunga finale mai disputata prima in un Challenger. Vince anche il successivo Challenger 125 di Sanremo, concedendo 4 soli giochi in finale a Juan Pablo Varillas, risultato con cui entra nella top 100, in 91ª posizione. In precedenza, solo Carlos Alcaraz, Félix Auger-Aliassime, Jannik Sinner e Holger Rune avevano vinto almeno tre titoli Challenger prima di compiere 19 anni. Vince il primo match in singolare nel circuito maggiore superando Pedro Sousa all'Estoril e sconfigge anche Stan Wawrinka al primo turno dell'ATP di Banja Luka, dove al secondo turno strappa un set al nº 1 del mondo Novak Đoković. La classifica raggiunta gli vale il primo accesso a un torneo Masters 1000 a Roma ed esce di scena al primo turno. Al Roland Garros vince il primo incontro in uno Slam concedendo solo 5 giochi a Marco Cecchinato e al secondo turno viene eliminato da Alejandro Davidovich Fokina.
Eliminato al primo turno a Wimbledon, riprende l'ascesa raggiungendo per la prima volta i quarti di finale in un torneo del circuito maggiore al prestigioso ATP 500 di Amburgo prendendosi la rivincita sul nº 39 del ranking Davidovich Fokina, e viene eliminato dal vincitore del torneo Alexander Zverev, risultato con cui porta il best ranking alla 68ª posizione. Si qualifica per le Next Gen ATP Finals dove supera il girone grazie alle vittorie su Abedallah Shelbayh e Alex Michelsen, nonostante la sconfitta con Hamad Medjedovic. In semifinale perde contro il connazionale Arthur Fils, testa di serie n°1 del torneo.

### 2024: terzo turno agli Australian Open e uscita dalla top 100
All'Australian Open ottiene il suo miglior risultato in uno Slam raggiungendo il terzo turno, sconfiggendo James Duckworth e la testa di serie numero 25 Lorenzo Musetti, prima di arrendersi al terzo turno contro il n°7 Stefanos Tsitsipas. Nel resto della stagione vince solamente 4 match a livello ATP non superando mai il secondo turno in nessun torneo, conseguentemente esce dalla top 100 della classifica mondiale. Nei Challenger ottiene tre semifinali come migliori risultati della stagione. Si qualifica comunque una seconda volta per le Next Gen Finals dove raggiunge nuovamente la semifinale, nel girone batte Shang Jungcheng e Nishesh Basavareddy e perde da Alex Michelsen prima di arrendersi al futuro vincitore del torneo João Fonseca.

## Statistiche

### Tornei minori

#### Singolare

##### Vittorie (4)
| Legenda tornei minori     |
| Challenger (3)            |
| ITF World Tennis Tour (1) |

| N. | Data            | Torneo                                       | Superficie  | Avversario in finale | Punteggio           |
| 1. | 16 gennaio 2022 | M15+H Bagnoles-de-l'Orne, Bagnoles-de-l'Orne | Terra rossa | Corentin Denolly     | 7–5, 6–3            |
| 2. | 4 dicembre 2022 | Maia Challenger, Maia                        | Cemento     | Maximilian Neuchrist | 3–6, 6–4, 6–0       |
| 3. | 5 marzo 2023    | Open Pau-Pyrénées Pau                        | Cemento (i) | Ugo Humbert          | 7–6(5), 4–6, 7–6(6) |
| 4. | 2 aprile 2023   | Sanremo Challenger, Sanremo                  | Terra rossa | Juan Pablo Varillas  | 6–1, 6–3            |

##### Finali perse (5)
| Legenda tornei minori     |
| Challenger (4)            |
| ITF World Tennis Tour (1) |

| N. | Data             | Torneo                            | Superficie  | Avversario in finale | Punteggio      |
| -- | ---------------- | --------------------------------- | ----------- | -------------------- | -------------- |
| 1. | 24 ottobre 2021  | M25 Toulouse, Tolosa              | Cemento (i) | Joris De Loore       | 2–6, 5–7       |
| 2. | 2 ottobre 2022   | Lisboa Belém Open, Lisbona        | Terra rossa | Marco Cecchinato     | 3–6, 3–6       |
| 3. | 30 ottobre 2022  | Brest Challenger, Brest           | Cemento (i) | Grégoire Barrère     | 3–6, 3–6       |
| 4. | 27 novembre 2022 | Open Ciudad de València, Valencia | Terra rossa | Oleksii Krutykh      | 2–6, 0–6       |
| 5. | 17 maggio 2025   | Zagreb Open                       | Terra rossa | Dino Prižmić         | 2-6, 0-0, rit. |

### Tornei Grande Slam juniores

#### Singolare

##### Finali: 1 (1 titolo)
| Risultato | Anno | Torneo          | Superficie  | Avversario  | Punteggio |
| --------- | ---- | --------------- | ----------- | ----------- | --------- |
| Vincitore | 2021 | Open di Francia | Terra rossa | Arthur Fils | 6–4, 6–2  |